# Bernard d'Etchepare
Pour les articles homonymes, voir Etchepare et Etxepare.
Bernard d'Etchepare ou Bernat Etxepare, né entre 1470 en 1480 à Bussunarits-Sarrasquette et mort en 1545 est un prêtre et écrivain navarrais qui rédigea le premier livre imprimé en langue basque de l'histoire.

## Biographie
Né vers 1480 à Bussunarits-Sarrasquette, il fut un prêtre bas-navarrais du pays de Cize.
Linguæ Vasconum Primitiæ fut son seul et unique livre, imprimé à Bordeaux en 1545. 